# 萨维尼亚尼戈
萨维尼亚尼戈，是西班牙阿拉贡自治区韦斯卡省的一个市镇。总面积587平方公里，总人口8578人（2001年），人口密度15人/平方公里。

## 友好城市
- 法國 比耶尔